# جونيور سالومون
جونيور سالومون (بالفرنسية: Junior Salomon)‏ (8 أبريل 1986 بنين - ) هو لاعب كرة قدم بنيني، شارك في كأس الأمم الأفريقية 2010.

## مسيرته

### مسيرته مع الأندية
- 2012 - 2012 لعب مع أسيك أبيدجان 5 مباريات.
- 2012 - 2013 لعب مع USS Kraké [الإنجليزية]‏ 5 مباريات.

## روابط خارجية
- جونيور سالومون على موقع قاعدة بيانات كرة القدم.إي يو (الإنجليزية)
- جونيور سالومون على موقع ناشيونال فوتبول تيمز (الإنجليزية)